# Марусенко, Виталий Никитович
Виталий Никитович Марусенко (14 марта 1938, Боровица, Киевская область — 13 декабря 2008) — советский партийный деятель, 1-й секретарь Керченского горкома КПУ. Депутат Верховного Совета УССР 11-го созыва.

## Биография
В 1958 году окончил Белгород-Днестровский рыбопромышленный техникум. С 1958 года — техник Керченского моторно-рыболовецкой станции. Член КПСС с 1961 года. Окончил Калининградский технический институт рыбной промышленности и хозяйства. В 1964-1965 годах в командировке в ОАР. В 1965—1969 годах — заместитель председателя, председатель Керченского рыболовецкого колхоза имени XII годовщины Октября Крымской области, который превратил из убыточного в рентабельный. В 1969—1977 годах — инструктор, заведующий отделом Керченского городского комитета КПУ Крымской области. В 1977—1980 годах — 1-й секретарь Кировского районного комитета КПУ города Керчь. В 1982—1984 годах — председатель исполнительного комитета Керченского городского совета народных депутатов. В 1984—1990 годах — 1-й секретарь Керченского городского комитета КПУ Крымской области.
Депутат Верховного Совета УССР 11-го созыва, возглавлял бюджетный комитет, избирался делегатом XXVII съезда КПСС.
Позднее работал в коммерческих структурах. Возглавлял ООО «Научно-производственное предприятие „Согласие“» в городе Керчь.

## Награды
- медали "За доблесный труд", "Ветеран труда"[1].